# اولین پیزیه
اولین پیزیه (فرانسوی: Évelyne Pisier‎؛ ۱۸ اکتبر ۱۹۴۱ – ۹ فوریهٔ ۲۰۱۷) نویسنده و دانشمند علوم سیاسی اهل فرانسه بود.

## زندگی‌نامه
پیزیه در ۱۸ اکتبر ۱۹۴۱ در هانوی به دنیا آمد. او دختر یک کارمند ارشد دولتی فرانسوی به نام ژرژ پیزیه (۳۰ ژوئن ۱۹۱۰–۱۳ مارس ۱۹۸۶) بود که از حامیان موراس دولت ویشی مستقر در هانوی بود. پس‌از حمله ژاپن به هندوچین فرانسه، پیزیه به مدت چهار سال در یک اردوگاه کار اجباری ژاپنی بازداشت شد. او سپس به همراه پدرش به نومئا نقل مکان کرد. برادرش ژیل پیزیه در آنجا متولد شد. والدین او متعاقباً از هم جدا شدند، اِولین پیزیه به همراه مادر و خواهرش، بازیگر و کارگردان آینده مری-فرانس پیزیه، در نیس ساکن شدند. در سال ۱۹۸۶ پدرش خودکشی کرد، و سپس در سال ۱۹۸۸ مادرش نیز در سن ۶۴ سالگی خودکشی کرد.
در سال ۱۹۶۴، به عنوان یک فعال فمینیست متمایل به چپ، به همراه دیگر دانشجویان، از جمله مارسل فرانسیس کان (fr), به کوبا سفر کرد. وی در آنجا یک رابطه ۴ ساله با فیدل کاسترو را آغاز کرد. اِولین پیزیه در آن هنگام ۲۳ سال داشت و بعدتر در خاطرات خود گفت در آن هنگام فکر می‌کرد که فیدل کاسترو، در هر پست و مقامی که باشد، «مرد زندگی» او است. در بازگشت از کوبا با برنار کوشنر ازدواج کرد که از او صاحب سه فرزند شد.
پیزیه در حالی که به فعالیت‌های خود ادامه می‌داد، از پایان‌نامه خود در حقوق عمومی در سال ۱۹۷۰ در دانشگاه پانتئون-آسا دفاع کرد. پایان‌نامه او با عنوان Le service public dans la théorie de l'État de Léon Duguit (نقش خدمات عمومی در نظریه دولت لئون دوگویت)، زیر نظر ژرژ لاواو (fr) تکمیل شد. در سال ۱۹۷۲ او از اولین زنانی بود که دیپلم حقوق عمومی و علوم سیاسی را به‌دست آورد.
اِولین پیزیه ازدواج دومی با اولیویه دوهامل، دانشمند علوم سیاسی فرانسوی داشت که به‌همراه شوهرش دو فرزند را به فرزندخواندگی پذیرفت. او این تجربیات را در کتاب سال ۲۰۰۵ خود Une question d'âge (پرسشی از عمر) بازگو کرد. از پیزیه چندین اثر پژوهشی سیاسی نیز بجا مانده است. در سال ۱۹۸۹، او به عنوان مدیر خدمات کتاب و کتابخوانی دولت (fr) در وزارت فرهنگ فرانسه منصوب شد که دوره آن تا سال ۱۹۹۳ ادامه داشت.
در سال ۱۹۹۴، پیزیه استاد ممتاز دانشگاه پانتئون-سوربن شد. پیزیه در ۹ فوریه ۲۰۱۷ در ساناری-سیور-مر درگذشت.

## گزیده جوایز
- شوالیه، لژیون دونور فرانسه (۱۹۹۸)[۸]
- فرمانده، نشان هنر و ادب فرانسه